# Kasteel Ter Hooge

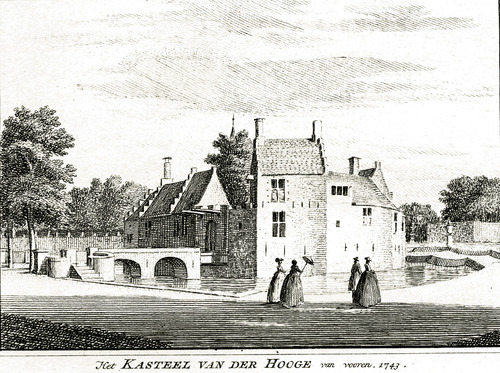
Kasteel Ter Hooge (1743)

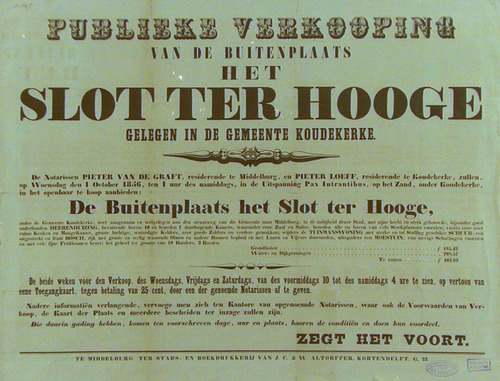
Publieke verkoop van buitenplaats Ter Hooge (1856)

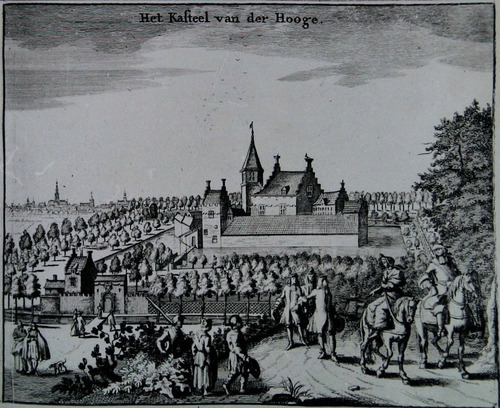
Kasteel Ter Hooge in de Nieuwe Cronyk van Zeeland (1696)

Kasteel Ter Hooge is een 18e-eeuws kasteel in Middelburg. De geschiedenis van Ter Hooge gaat terug tot in de middeleeuwen. Verder bestaat het omringende park sinds 1947 voornamelijk uit eiken, essen en esdoorns.

## Geschiedenis
De naam Ter Hooge werd voor het eerst genoemd in 1289. Hoogstwaarschijnlijk was het destijds een versterkte woonplaats. Het huidige kasteel bevat slechts nog enkele elementen van zijn voorgangers uit de middeleeuwen. Vermoedelijk was edelman Sijmon van der Hooge de bouwheer van het eerste kasteel. In deze periode was de gewoonte dat een edelman zich noemde naar zijn bezittingen, want Sijmon van der Hooge was eigenlijk een afstammeling van het geslacht Van Koudekerke.
In 1448 kwam het landgoed in het bezit van Adriaan van Borssele, ridder en heer van Kleverskerke. Hij en zijn nakomelingen noemden zich sindsdien, net als hun voorgangers, naar het bezit van het landgoed, als geslacht Van der Hooge. Op 9 mei 1485 verleende Maximiliaan van Oostenrijk aan Adriaan van der Hooge verschillende gunsten ten behoeve van het kasteel. Zo mochten misdadigers schuilen op het ommuurde plein buiten het kasteel, zolang zij geen aanslag hadden gepleegd tegen de vorst of de staat.
Na Adriaan van der Hooge werd zijn zoon Joos van der Hooge eigenaar en bewoner van het kasteel. Philips van Oostenrijk verleende hem op 30 mei 1501 de privileges voor de bouw van een valbrug over de gracht, ook ontving hij het recht om zijn eigen bier te brouwen op het kasteel. Na Joos van der Hooge was het kasteel achtereenvolgens in eigendom van Adriaan van der Hooge en Jan van der Hooge. In 1561, onder Jan van der Hooge, werd het kasteel versterkt door middel van een muur en een ophaalbrug.
Tijdens de strijd om Middelburg, tussen de geuzen en de Spanjaarden, kreeg het kasteel veel te verduren. Zo werd het op 20 april 1572 bezet door kapitein Bloys van Treslong van de geuzen, en vluchtte Jan van der Hooge naar Brabant. Gedurende de bezetting door de geuzen, werd het interieur grotendeels verwoest. Na de bevrijding van Middelburg, in 1574, werd de schade hersteld. In 1575 overleed Jan van der Hooge, waarna zijn zoon Pieter van de Hooge het kasteel erfde. In 1617 werd hij op zijn beurt opgevolgd door zijn zoon Philips. Hij was de eerste die de naam Van Borssele weer voerde, als Philips van Borssele - Van der Hooge.
In 1712 verkocht zijn kleinzoon Philips van Borssele - Van der Hooge (vernoemd naar hem) het kasteel aan Pieter de Vos. Hij was bewindhebber van de kamer van Zeeland van de VOC. Op zijn beurt verkocht hij het kasteel in 1713 aan de Middelburgse koopman Steven Scheyderuyt, schipper op een van de VOC-schepen. Scheyderuyt liet rondom het kasteel een formele tuin aanleggen met vier sterrenbossen, een gracht en een weg achter het huis. In 1739 kocht Ewout van Dishoek het kasteel van de zus van Scheyderuyt. Van Dishoek was schepen en raad van Middelburg. Ook was hij sinds 1733 bewindvoerder van de VOC. Hij overleed in 1744, waarna zijn erfgenamen het kasteel in 1751 verkochten aan Jan van Borssele.
Jan van Borssele was eveneens bewindvoerder van de VOC. Ook bekleedde hij de positie van eerste edele in Zeeland, waarmee hij (op verzoek van Willem IV) de stadhouder was in de Staten van Zeeland. Van Borssele woonde in Den Haag, en wilde Ter Hooge gebruiken als buitenverblijf. Het toenmalige kasteel verkeerde in slechte staat en paste niet bij de status van Van Borssele. Vandaar dat het oorspronkelijke kasteel en een bijbehorende kapel grotendeels werden afgebroken. Alleen de middeleeuwse toren en een zaal werden gespaard, welke opgenomen werden in het middengedeelte van het nieuwe kasteel. In de periode van 1754 tot 1757 werd het statige landhuis gebouwd dat er vandaag nog staat.
In 1764 overleed Jan van Borssele, waarna zijn veel jongere weduwe hertrouwde met Steven Walraad. Zij verkochten het landgoed aan Cornelis Kien van Citters, die schepen, raad en burgemeester van Middelburg was. Van Citters was getrouwd met Magdalena Adriana Steengracht. Haar zus bewoonde destijds buitenplaats Thoornvliet. In 1805 stierf Van Citters, waarna zijn erfgenamen het landgoed verkochten aan Daniël Jacques de Superville, een koopman uit Middelburg. De verkoopprijs was 45.000 gulden. In de periode van 1806 tot 1809 moet de tuin zijn aangepast in de Engelse landschapsstijl. Zo maakte de oprijlaan voor het huis plaats voor een slingerende oprijlaan en een gazon. Daniël Jacques de Superville stierf in 1846, waarna zijn neef Daniël Marinus van Dusseldorp de Superville de eigenaar werd. In 1856 verkocht hij het landgoed aan Henri Dignus von Brucken Fock, lid van de Centrale Directie van de Polder Walcheren. De boerderij Groot Ter Hooge werd eerder dat jaar apart verkocht aan Pieter Dekker.
In 1871 werd Willem Arnold (baron, vanaf 1878:) graaf van Lynden (1836-1913), later burgemeester van Koudekerke, de eigenaar van het landgoed. Tussen 1873 en 1880 liet hij enkele aanpassingen aan het kasteel uitvoeren. Van Lynden stierf in 1913, waarna zijn vrouw, Wilhelmina Johanna de Bruijn (1842-1926), het kasteel bleef bewonen tot haar dood. Na haar overlijden in 1926 werd een neef van Van Lynden, mr. Rudolph Willem graaf van Lynden (1886-1965), eigenaar van het kasteel. Met tuinarchitect Leonard Springer liet hij het bos reorganiseren. Ook liet hij een rotstuin aanleggen en enige tuinhuizen bouwen.
Door de inundatie van Walcheren in 1944 ging het park rondom het kasteel verloren. Na het droogtrekken van Walcheren, maakte Heidemij samen met eigenaar R.W. graaf van Lynden het ontwerp voor een nieuw park. Dit was een vereenvoudigde versie van het vooroorlogse landgoed. In 1947 werd het park opnieuw aangelegd. Sindsdien bestaat het voornamelijk uit eiken, essen en esdoorns.
In 1950 verhuisde R.W. graaf van Lynden naar Huis Berckenbosch in Oostkapelle, en richtte hij de familiestichting Lynden Ter Hooge op voor het behoud en beheer van het landgoed. Van 1967 tot 1969 werd het kasteel gerestaureerd, en sinds 1985 is het opgesplitst in vier appartementen. In 1979 werd het beheer van het park rondom het kasteel overgedragen aan de stichting Het Zeeuwse Landschap. In 2013 werd het beheer weer overgedragen aan stichting Lynden Ter Hooge, de familiestichting in bezit van het landgoed.